# Вырбица (река)
Вырбица (болг. Върбица) (в верховье Ерма река) — одна из рек в Болгарии. Впадает в реку Ардас. Длина реки около 98 км. Площадь бассейна 1208 км².
До 1942 года называлась Сютлийка.
Находится на юге Болгарии.
Берёт начало в восточной части гор Родопы. Высота истока — 1455 м над уровнем моря.
Вода используется для орошения полей и хозяйственных нужд. Река разделяет Восточные Родопы и Западные Родопы. В реке водятся следующие виды рыбы: голавль, усач, усач белый, карп. Из прочих животных есть выдра и лягушка.
12 декабря 1990 года в реку у города Момчилграда при аварии упали два танка и несколько военных машин. Погибли 10 солдат.